# Cyprus Science University

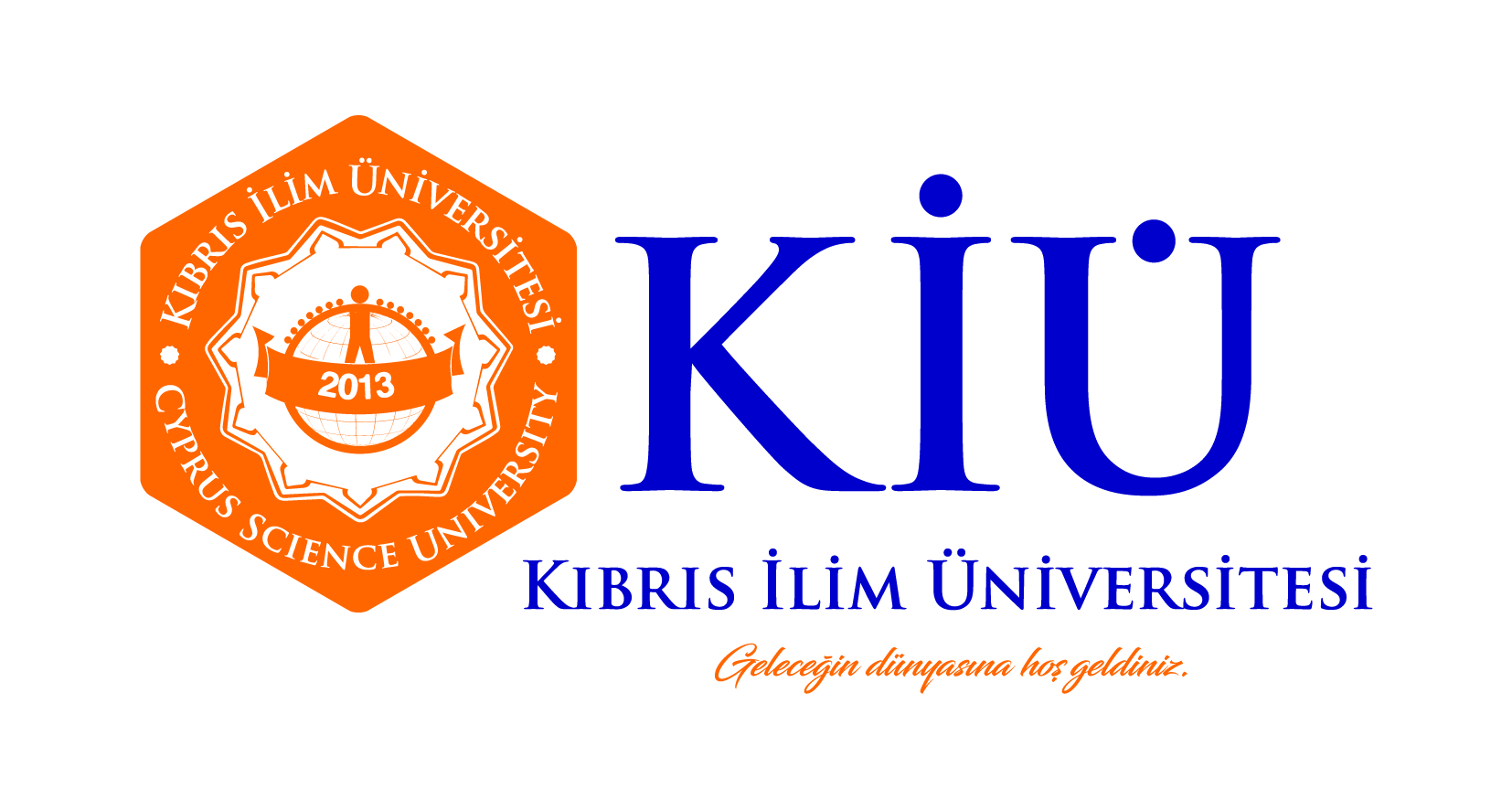
Logo der Cyprus Science University

Die Cyprus Science University (türkisch Kıbrıs İlim Üniversitesi, deutsch Zyprische Wissenschaftliche Universität, Abk. CSU/KIU) ist eine staatlich anerkannte Privatuniversität in Kyrenia (Girne) in der Türkischen Republik Nordzypern. Die Hochschule wurde 2013 von der Firma Özok zunächst als British University of Nicosia gegründet.